# شهرستان رندولف (جورجیا)
شهرستان رندولف، جورجیا (به انگلیسی: Randolph County, Georgia) یک سکونتگاه مسکونی در ایالات متحده آمریکا است که در جورجیا واقع شده‌است.